# Milenko Ačimovič
Milenko Ačimovič (* 15. Februar 1977 in Ljubljana, Jugoslawien) ist ein ehemaliger slowenischer Fußballspieler. Seit 3. November 2020 ist Ačimović Trainer der slowenischen U-21-Nationalmannschaft.

## Karriere
Ačimović begann seine Karriere in der Heimat bei Železničar Ljubljana (NK Ljubljana). 1996 wechselte er zu NK Olimpija Ljubljana, von wo er nach Serbien zu FK Roter Stern Belgrad wechselte. Er wurde bei Roter Stern je zweimal Meister und Pokalsieger in Serbien und Montenegro. 2002 wechselte er nach England zu den Tottenham Hotspur, wo er sich jedoch nicht genügend durchsetzen konnte. Nach weiteren zwei Jahren beim OSC Lille in Frankreich ging Ačimović zu Al-Ittihad. Nach einem Jahr in Saudi-Arabien wechselte er im Januar 2007 zum FK Austria Wien. Hier zählte er bald zu den Schlüsselspielern. Ačimović war in der Saison 2008/09 gemeinsam mit Rubin Okotie mit 14 Treffern der erfolgreichste Torschütze seines Vereins. Zusätzlich erzielte er beim 3:1-Sieg im Cupfinale 2009 gegen Admira Mödling die zwei entscheidenden Treffer in der Verlängerung. Zu seinen Stärken zählen das Schießen von Freistößen und Eckbällen. In der 13. Runde der Bundesliga-Saison 2008/09 am 18. Oktober 2008 gegen den LASK traf er mit einem Eckball direkt ins Tor. Seit der Saison 2009/10 war er der Mannschaftskapitän. Zu Ostern 2010 zog er sich eine Knieverletzung zu, von der er sich nicht mehr richtig erholte. Am 15. September 2010 gab er deswegen das Ende seiner Karriere bekannt.
Danach wurde er Sportdirektor von Olimpija Laibach. Am 11. September 2013 vermeldete die Austria Klagenfurt, dass Ačimović vor einem Comeback steht. Er bestritt jedoch kein Pflichtspiel mehr.
Er feierte sein Länderspieldebüt für Slowenien am 22. April 1998 gegen Tschechien. Er nahm sowohl an der Europameisterschaft 2000 wie auch an der Weltmeisterschaft 2002 teil und absolvierte jeweils drei Spiele. Bei der Weltmeisterschaft erzielte er ein Tor.
Am 3. November 2020 löste er Primož Gliha als Trainer der slowenischen U-21-Nationalmannschaft ab.